# ألبا رورفاكر
ألبا رورفاكر (بالألمانية: Alba Rohrwacher) هي ممثلة إيطالية ولدت في يوم 27 فبراير 1979 في مدينة فلورانسا في إيطاليا لأب ألماني وأم إيطالية، تلقت تعليمها في مدرسة الأفلام الإيطالية الوطنية في روما ومثلت في عدة أفلام إيطالية وألمانية وفرنسية، شقيقتها أليس رورفاكر هي مخرجة أفلام وكاتبة سيناريو.

## روابط خارجية
- ألبا رورفاكر على موقع IMDb (الإنجليزية)
- ألبا رورفاكر على موقع ميتاكريتيك (الإنجليزية)
- ألبا رورفاكر على موقع روتن توميتوز (الإنجليزية)
- ألبا رورفاكر على موقع مونزينجر (الألمانية)
- ألبا رورفاكر على موقع قاعدة بيانات الأفلام العربية
- ألبا رورفاكر على موقع ألو سيني (الفرنسية)
- ألبا رورفاكر على موقع تيرنر كلاسيك موفيز (الإنجليزية)
- ألبا رورفاكر على موقع أول موفي (الإنجليزية)
- ألبا رورفاكر على موقع قاعدة بيانات الأفلام السويدية (السويدية)
- ألبا رورفاكر على موقع قاعدة بيانات الفيلم (الإنجليزية)